# XVII Legislatura da Terceira República Portuguesa
A XVII Legislatura é a atual legislatura da Assembleia da República, órgão legislativo de Portugal, resultante das eleições legislativas de 18 de maio de 2025 .
Esta legislatura foi marcada pela entrada na Assembleia da República do Juntos pelo Povo (JPP), um partido com sede na Madeira, assim como pelas grandes mudanças na representação parlamentar do Partido Socialista (PS) e do Chega (CH).
A AD – Coligação PSD/CDS conseguiu uns adicionais onze deputados, assegurando um alargamento da sua maioria relativa. Os onze novos deputados integram a bancada do Partido Social Democrata (PPD/PSD), mantendo o CDS – Partido Popular (CDS–PP) a sua representação.
Por outro lado, o PS perdeu vinte deputados em relação à anterior legislatura, vendo-se, pela primeira vez em democracia, no terceiro lugar em número de mandatos, deixando assim o partido de liderar a oposição, lugar esse que passou a ser ocupado pelo Chega (CH), que viu o seu número de deputados crescer em número de dez.
Os partidos Iniciativa Liberal (IL) e Livre (L) elegeram também mais um e dois deputados, respetivamente, fechando assim a lista dos partidos que ganharam novos mandatos.
Em sentido contrário, o Bloco de Esquerda (B.E.) perdeu quatro deputados, perdendo assim o seu grupo parlamentar, ficando só com uma deputada. O Partido Comunista Português (PCP) perdeu também um deputado, continuando com um grupo parlamentar mas agora de três deputados.
O Pessoas–Animais–Natureza (PAN) manteve a sua deputada única, pela terceira legislatura consecutiva.

José Pedro Aguiar-Branco Presidente da Assembleia da República
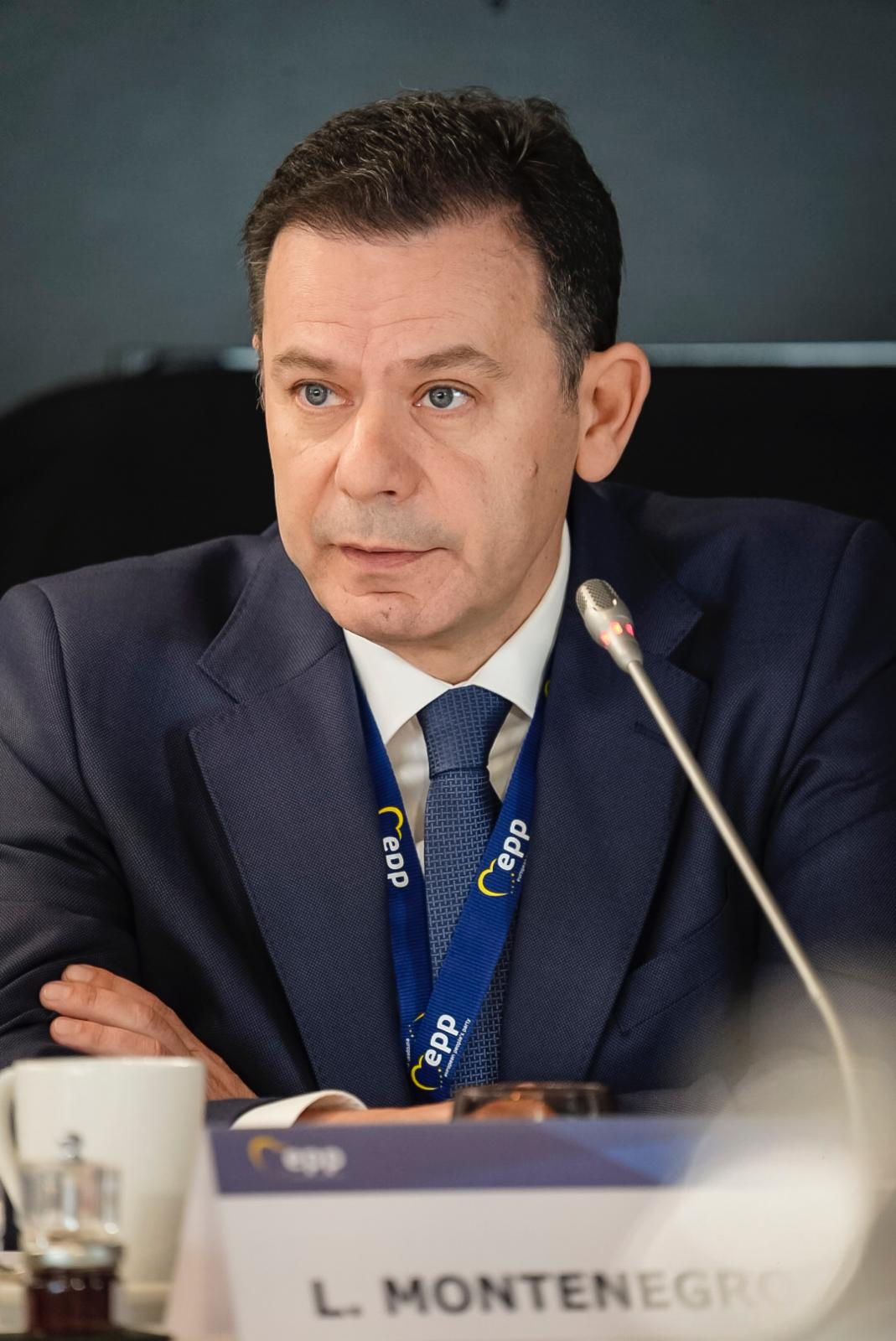
Luís Montenegro Primeiro-Ministro do XXV Governo Constitucional
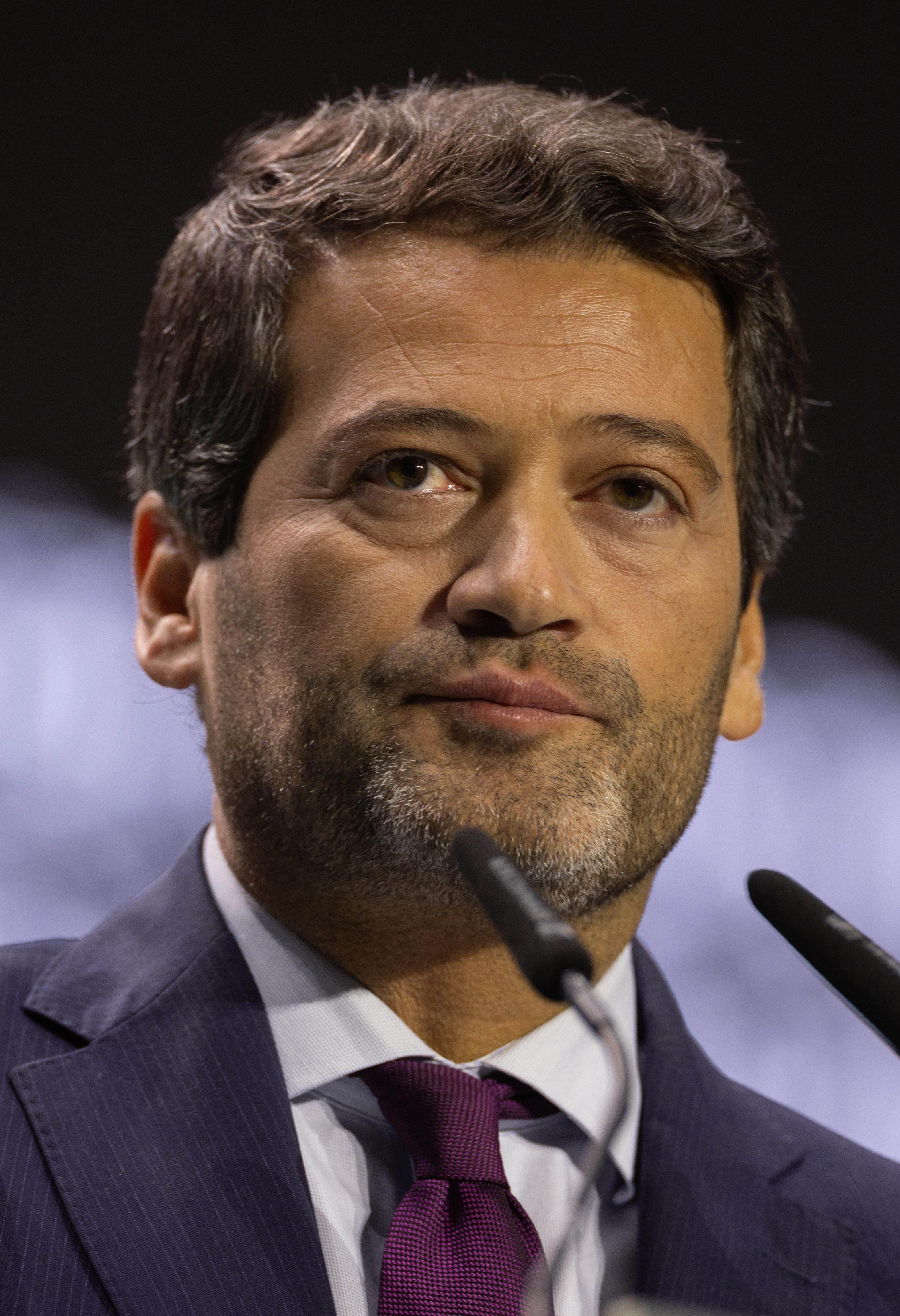
André Ventura Líder da Oposição

## Composição da Assembleia da República
|                       | Partido                     | Partido | Deputados    | Deputados | Deputados |
| Início da legislatura | Início da legislatura       | Partido | vs. anterior |           |           |
| •                     | Partido Social Democrata    | 89      | 89           | +11       |           |
|                       | Chega                       | 60      | 60           | +10       |           |
|                       | Partido Socialista          | 58      | 58           | -20       |           |
|                       | Iniciativa Liberal          | 9       | 9            | +1        |           |
|                       | Livre                       | 6       | 6            | +2        |           |
|                       | Partido Comunista Português | 3       | 3            | -1        |           |
| •                     | CDS – Partido Popular       | 2       | 2            | ±0        |           |
|                       | Bloco de Esquerda           | 1       | 1            | -4        |           |
|                       | Pessoas–Animais–Natureza    | 1       | 1            | ±0        |           |
|                       | Juntos pelo Povo            | 1       | 1            | +1        |           |

(•) Partidos do XXV Governo Constitucional

## Mesa da Assembleia da República
| Presidente       |  | José Pedro Aguiar-Branco | Partido Social Democrata |
|                  |  |                          |                          |
| Vice-presidentes |  | Teresa Morais            | Partido Social Democrata |
| Vice-presidentes |  | Diogo Pacheco de Amorim  | CHEGA                    |
| Vice-presidentes |  | Marcos Perestrello       | Partido Socialista       |
| Vice-presidentes |  | Rodrigo Saraiva          | Iniciativa Liberal       |
|                  |  |                          |                          |
| Secretários      |  | Jorge Paulo Oliveira     | Partido Social Democrata |
| Secretários      |  | Gabriel Mithá Ribeiro    | CHEGA                    |
| Secretários      |  | Joana Ferreira Lima      | Partido Socialista       |
| Secretários      |  | Germana Rocha            | Partido Social Democrata |
|                  |  |                          |                          |
| Vice-secretários |  | Sandra Pereira           | Partido Social Democrata |
| Vice-secretários |  | Filipe Melo              | CHEGA                    |
| Vice-secretários |  | Susana Correia           | Partido Socialista       |
| Vice-secretários |  | Gonçalo Henrique         | Partido Social Democrata |

## Grupos parlamentares
Os deputados eleitos por cada partido ou coligação de partidos podem constituir-se em grupo parlamentar, desde que, na sua composição, tenham dois ou mais deputados. A constituição de cada grupo parlamentar efetua-se mediante comunicação dirigida ao Presidente da Assembleia da República, assinada pelos deputados que o compõem, indicando a sua designação, bem como o nome do respetivo presidente e dos vice-presidentes, se os houver. Cada grupo parlamentar estabelece livremente a sua organização.
Na XVII Legislatura, constituíram-se sete grupos parlamentares:
| Partido | Partido | Líder do partido                | Presidente do grupo parlamentar | Vice-presidentes | Deputados |
| ------- | ------- | ------------------------------- | ------------------------------- | --- | --------- |
|         | PPD/PSD | Luís Montenegro                 | Hugo Soares                     | Miguel Guimarães; Hugo Carneiro; Regina Bastos; Pedro Alves; Isaura Morais; Alexandre Poço; António Rodrigues; Andreia Neto                                                                                       | 89        |
|         | CH      | André Ventura                   | Pedro Pinto                     | Rita Matias; Jorge Galveias; Cristina Rodrigues; Nuno Gabriel; Daniel Teixeira. | 60        |
|         | PS      | José Luís Carneiro              | Eurico Brilhante Dias           | Ana Paula Bernardo; António Mendonça Mendes; João Torres; Júlia Rodrigues; Luís Graça; Luís Testa; Mariana Vieira da Silva; Marina Gonçalves; Pedro Sousa; Porfirio Silva; Rui Santos; Sofia Pereira; Hugo Costa. | 58        |
|         | IL      | Mariana Leitão                  | Vago                            | Sem Vice-Presidente | 9         |
|         | L       | (Rui Tavares) Grupo de Contacto | Isabel Mendes Lopes             | Sem Vice-Presidente | 6         |
|         | PCP     | Paulo Raimundo                  | Paula Santos                    | Sem Vice-Presidente | 3         |
|         | CDS-PP  | Nuno Melo                       | Paulo Núncio                    | Sem Vice-Presidente | 2         |

### Poderes
Constituem poderes de cada grupo parlamentar:
- Participar nas comissões parlamentares em função do número dos seus membros, indicando os seus representantes nelas;
- Determinar a ordem do dia de um certo número de reuniões plenárias;
- Provocar, com a presença do Governo, a realização de debates de urgência;
- Provocar, por meio de interpelação ao Governo, a realização de dois debates em cada sessão legislativa sobre assunto de política geral ou setorial;
- Provocar a realização de debates de atualidade;
- Exercer iniciativa legislativa;
- Apresentar moções de rejeição ao programa do Governo ou moções de censura ao Governo;
- Requerer a constituição de comissões parlamentares de inquérito;
- Produzir declarações de voto orais após cada votação final global.

### Direitos
Constituem direitos de cada grupo parlamentar:
- Eleger a sua direção e determinar a sua organização e regulamento internos;
- Escolher a presidência de comissões parlamentares e subcomissões;
- Ser ouvido na fixação da ordem do dia e interpor recurso para o Plenário da ordem do dia fixada;
- Solicitar à Comissão Permanente a convocação do Plenário;
- Produzir declarações políticas em Plenário;
- Requerer a interrupção da reunião plenária;
- Ser informado, regular e diretamente, pelo Governo, sobre o andamento dos principais assuntos de interesse público;
- Dispor de locais de trabalho na sede da Assembleia, bem como de pessoal técnico e administrativo da sua confiança, nos termos da lei.

## Deputados únicos representantes de partido
Os deputados únicos representam partidos que elegeram apenas um parlamentar para a Assembleia da República, não reunindo o número mínimo de dois deputados exigido para a constituição de um grupo parlamentar. O seu estatuto é regulado pelo Regimento da Assembleia e pelas normas aplicáveis aos deputados em geral, beneficiando ainda de algumas disposições específicas que procuram assegurar a sua intervenção no processo legislativo e nos trabalhos parlamentares. Apesar de não disporem da mesma capacidade de ação e dos mesmos meios que os grupos parlamentares, os deputados únicos mantêm o direito de iniciativa legislativa, podem participar em comissões (com exceções), intervir em plenário e contribuir ativamente para o debate político, assumindo sozinhos a responsabilidade de representar o seu partido no Parlamento.
Na XVII Legislatura, foram eleitos três deputados únicos:
| Grupo parlamentar | Grupo parlamentar | Líder do partido | Deputado único representante do partido | Deputados |
| ----------------- | ----------------- | ---------------- | --------------------------------------- | --------- |
|                   | B.E.              | Mariana Mortágua | Mariana Mortágua                        | 1         |
|                   | PAN               | Inês Sousa Real  | Inês Sousa Real                         | 1         |
|                   | JPP               | Lina Pereira     | Felipe Sousa                            | 1         |

### Poderes
Constituem poderes de cada deputado único:                                                                                                                                                                                                          
- Intervir no debate de projetos e propostas de lei com um minuto (ou dois minutos, se for autor da iniciativa);
- Apresentar iniciativas legislativas (não há limite à iniciativa legislativa);
- Apresentar propostas e projetos de resolução e de lei;
- Produzir cinco declarações políticas por sessão legislativa;
- Participar em até três comissões parlamentares (exceto comissões de inquérito);
- Determinar a ordem do dia de uma reunião plenária por legislatura;
- Exercer os direitos e deveres gerais de qualquer deputado, nos termos da Constituição e do Regimento da Assembleia da República.

### Limitações
Por não integrarem grupo parlamentar, os deputados únicos não podem:                                                                                                                                                                                                                                                                 
- Apresentar moções de censura nem moções de rejeição ao programa de Governo por sua iniciativa;
- Pedir a constituição de comissões parlamentares de inquérito;
- Requerer a fiscalização da constitucionalidade de uma lei ao Tribunal Constitucional;
- Interpelar o Governo para forçar debates quinzenais ou setoriais;
- Agendar projetos de lei com a mesma frequência dos grupos parlamentares;
- Dispor de equipas de apoio técnico e administrativo com os mesmos recursos dos grupos;
- Ter presença regular em várias comissões em simultâneo, devido à sobreposição de horários;
- Escolher presidência de comissões ou subcomissões.

### Particularidades
- Têm maior visibilidade individual, por serem os únicos rostos dos seus partidos no Parlamento;
- Beneficiam de um regime de declarações políticas mais favorável do que deputados inseridos em grupos parlamentares;
- Enfrentam maiores desafios logísticos e operacionais, como falta de estrutura e apoio técnico;
- O exercício do mandato exige capacidade de síntese, foco estratégico e forte visibilidade política.